# NGC 2043
NGC 2043 ist ein offener Sternhaufen in der Großen Magellanschen Wolke im Sternbild Mensa. Der Sternhaufen wurde am 18. Dezember 1884 von dem Astronomen Pietro Baracchi entdeckt.